# Ке Џенгвен
Ке Џенгвен (кин: 柯正文, енгл. Quah Zheng Wen; Сингапур, 29. септембар 1996) сингапурски је пливач који подједнако наступа у тркама слободним, делфин, леђним и мешовитим стилом. Вишеструки је национални првак и рекордер и двоструки учесник Олимпијских игара.

## Спортска каријера
Ке је међународну пливачку каријеру започео 2011. на Играма Југоисточне Азије у Палембангу у Индонезији где је као петнаестогодишњак успео да освоји три медаље, по једно злато, сребро и бронзу. Свега годину дана касније успео је да исплива олимпијске квалификационе норме за Олимпијске игре у Лондону  где је наступио у две дисциплине — на 400 мешовито (33) и 200 леђно (последње, 35. место). Годину дана након Олимпијских игара Ке је на Азијским јуниорским играма освојио чак шест медаља, од чега три златне, а идентичан број медаља осваја на Играма Југоисточне Азије у Најпјидоу у Мјанмару.
На светским првенствима је дебитовао у Казању 2015. где је наступио у чак осам дисциплина, али без неког значајнијег резултата. Исте године на Играма Југоисточне Азије, чији домаћин је био управо Сингапур, освојио је рекордних 12 медаља, од чега чак седам златних.
Други наступ на Олимпијски играма имао је у Рију 2016, а од три дисциплине у којима се такмичио у две је успео да се пласира у полуфинала — на 100 делфин је заузео укупно 16, а на 200 делфин 10. место, поставши првим сингапурским пливачем који је успео да се пласира у полуфинале Олимпијских игара. У трци на 100 леђно заузео је 22. место у квалификацијама.
Наступио је и на светским првенствима у Будимпешти 2017. и Квангџуу 2019. године.
Велики успех је постигао на Азијским играма 2018. у Џакарти где је освојио две бронзане медаље као члан обе мушке штафете слободним стилом.